# Horst Kabitzsch
Horst Kabitzsch (* 15. Juni 1944 in Neukirch) ist ein deutscher Grafiker

## Leben und Werk
Kabitzsch absolvierte eine Lehre als Bauschlosser und arbeitete in seinem Beruf. Er leistete Wehrdienst in der NVA und studierte von 1970 bis 1975 bei Hans Mayer-Foreyt, Werner Tübke, Wolfgang Mattheuer und Bernhard Heisig an der Hochschule für Grafik und Buchkunst Leipzig. Seitdem arbeitet er in Leipzig als freischaffender Künstler, insbesondere als Radierer. Er war von 1979 bis 1990 Mitglied des Verbands Bildender Künstler der DDR und ist seitdem Mitglied des Bunds Bildender Künstlerinnen und Künstler Leipzig (BBKL).
In der DDR hatte Kabitzsch seit 1975 mehrere Einzelausstellungen und war er auf wichtigen Gruppenausstellungen vertreten. Seine Bilder wurden auch von Betrieben und Institutionen erworben.

## Museen und öffentliche Sammlungen mit Werken Kabitzschs (unvollständig)
- Altenburg/Thür.: Lindenau-Museum
- Schwerin: Staatliches Museum Schwerin
- Torgau: Stadt- und Kulturgeschichtlichen Museum Torgau

## Werkbeispiele
- Der Kondratowa (1977, Aquatintaradierung, 29 × 39 cm; auf der VIII. Kunstausstellung der DDR)
- Fotoferien (1977, Radierung, 29 × 39 cm; auf der VIII. Kunstausstellung der DDR)
- Wendepunkt Torgau (1982, Farbradierung/Aquatinta, 29 × 37 cm)

## Teilnahme an Gruppenausstellungen (unvollständig)
- 1977: Leipzig („Junge Künstler“)
- 1977/1978: Dresden, VIII. Kunstausstellung der DDR
- 1978: Frankfurt („Junge Künstler der DDR“)
- 1979: Altenburg/Thüringen, Lindenau-Museum („Radierung und Kupferstich im Bezirk Leipzig“)
- 1979 und 1985: Leipzig, Bezirkskunstausstellungen
- 1982: Leipzig („10 Jahre Leipziger Grafikbörse“)
- 1986: Magdeburg, Kloster Unser Lieben Frauen („Grafik in den Kämpfen unserer Tage“)
- 1986: Cottbus, Staatliche Kunstsammlungen („Soldaten des Volkes - dem Frieden verpflichtet. Kunstausstellung zum 30. Jahrestag der Nationalen Volksarmee“)
- 1992: Holzminden, Schloßgalerie, 1. Ausstellung des BBKL
- 2023: Leipzig, Leipziger Baumwollspinnerei („Voilá: Poliphon“; Mitgliederausstellung des BBKL)
- 2024, Leipzig, Tapetenwerk („Lupenrein“; Mitgliederausstellung des BBKL)[1]